# Gloucester (New Jersey)
Gloucester è un comune (township) degli Stati Uniti d'America, nella contea di Camden, nello Stato del New Jersey.
Il territorio comunale è attraversato da est ad ovest dal fiume Big Timber Creek, affluente del Delaware.

## Località
Il comune comprende i seguenti census-designated place:
- Blackwood
- Glendora

e le unincorporated communities di:
- Blenheim
- Chews Landing
- Erial